# تعقب الهاتف المحمول

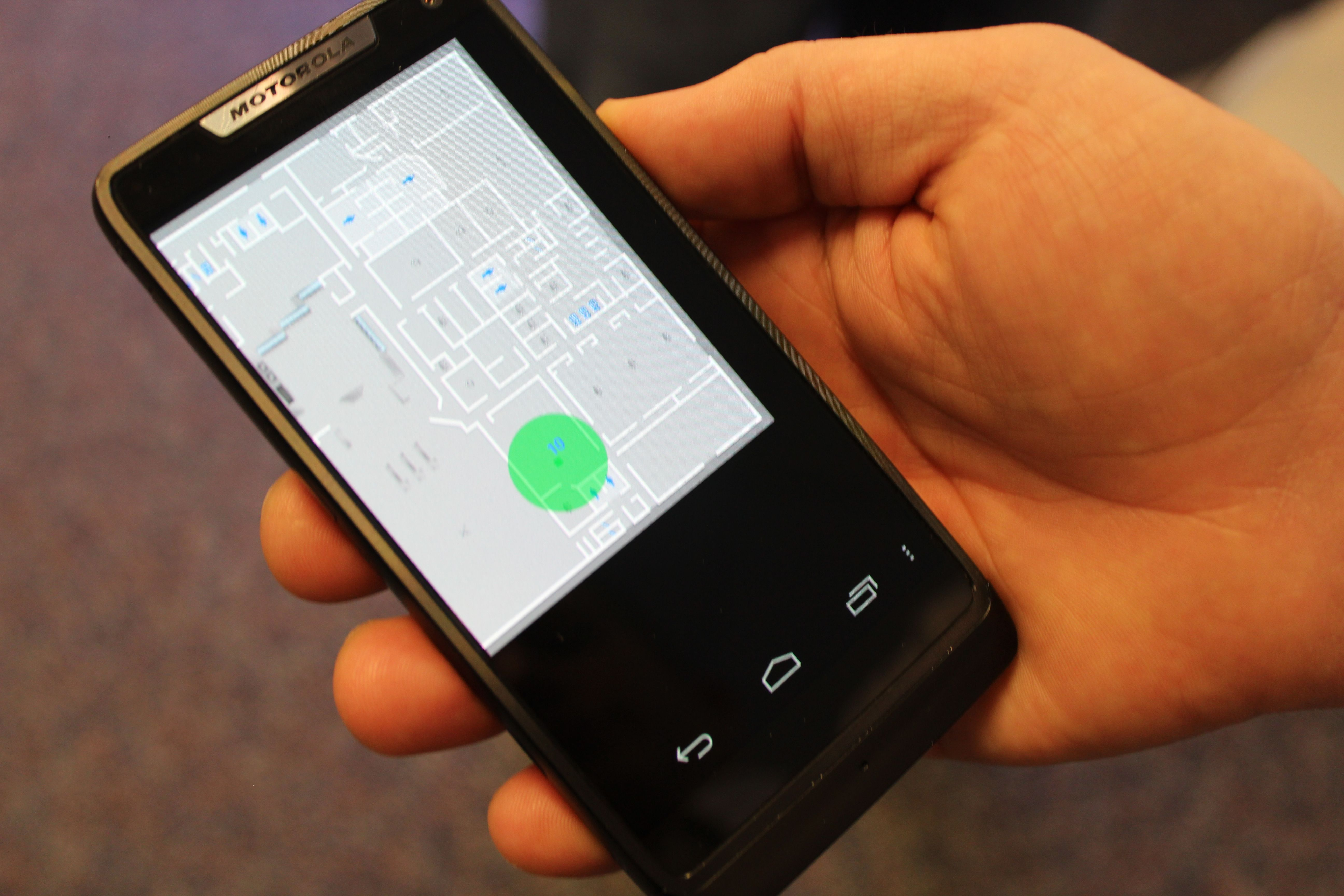
تتبع موقع داخلي باستخدام الهاتف

هي عملية تستخدم لتحديد موقع الهاتف المحمول، سواء كان ثابتًا أو متحركًا. يمكن تحديد الموقع باستخدام العديد من التقنيات، مثل إشارات الراديو متعددة الأطراف بين الكثير من المواقع الخلوية للشبكة والهاتف، أو ببساطة استخدام نظام التموضع العالمي. لتحديد موقع الهاتف باستخدام إشارات الراديو متعددة الأطراف، يجب أن ينبعث على الأقل إشارة خاملة لكي تتصل مع أبراج الهوائي القريبة. لكن العملية لا تحتاج إلى اتصال نشط. يعتمد النظام العالمي للاتصالات المتنقلة (جي إس إم) على قوة إشارة الهاتف المرسلة لأبراج الهوائي القريبة.
تحديد موقع الهاتف قد يُستخدم في خدمات تحديد الموقع التي تكشف عن الإحداثيات الفعلية للهاتف النقال. تستخدمها شبكات الاتصال من بعد لتقريب موقع الهاتف النقال، من ثم تقريب مستخدمه أيضًا.

## الهدف التشغيلي
حتى يتمكن الموقع الخلوي من توجيه المكالمة إلى الهاتف يستمع إلى الإشارة المرسلة من الهاتف ويحدد البرج الأفضل للاتصال بالهاتف. تراقب أبراج الهوائي الإشارة كلما تغير موقع الهاتف، فيتحول الهاتف إلى البرج الأقرب عند الحاجة. يمكن تحديد الموقع التقريبي للهاتف، عند مقارنة قوة الإشارات المنبعثة من أبراج الهوائي المتعددة. بعض الوسائل الأخرى تستخدم المخططات الهوائية، التي تدعم التحديد الزاوي والتميز الطوري.
الهواتف الحديثة تدعم تحديد موقعها عند تشغيل الهاتف، وإن لم يكن في مكالمة نشطة. يُحدد الموقع بتسليم الهاتف من محطة أساسية إلى أخرى باستخدام إجراءات التجوال. 

## تطبيقات المستخدم
يمكن مشاركة موقع الهاتف مع الأصدقاء، والعائلة، أو نشره على موقع عام، أو تسجيله محليًا، أو مشاركته مع غيره من مستخدمي تطبيقات الهواتف الذكية. أدى إضافة مستقبلات «نظام التموضع العالمي» في الهواتف الذكية إلى جعل تطبيقات المواقع الجغرافية متوفرة بكثرة على هذه الهواتف. ومن هذه التطبيقات ما يلي:
- المستقبل في نظام الملاحة والخرائط.
- تطبيقات تحديد المواقع مثل اعثر على أصدقائي.
- تطبيقات المواعدة مثل جريندر.
- تسجيل الرحلة، مثلًا لإظهار إنجازات الحركلة.
- لأهداف القياس الكمي للذات مثل تتبع اللياقة البدنية.
- رسوم «نظام التموضع العالمي»

في يناير 2019، تمكنت شرطة بوسطن من إيجاد الضحية المختطفة أوليفيا أمبروز بتحديد موقع هاتفها الأيفون من قبل أختها.

## الخصوصية
تحديد أو إيجاد الموقع يلامس قضايا الخصوصية الحساسة، إذ تحدد موقع شخص ما دون موافقته. ويوصى باتخاذ إجراءات أمنية وأخلاقية صارمة للخدمات التي تستخدم الموقع.سنة 2012، ألقى مالت سبيتز خطابًا في منصة تيد  حول مشكلات الخصوصية في الهاتف النقال عرض فيه بياناته المخزونة التي استلمها من دويتشه تيليكوم بعد أن قاضى الشركة. وصف البيانات، التي تحتوي على أكثر من 35 ألف سطر من البيانات التي جمعت خلال فترة حفظ البيانات في ألمانيا آنذاك، قائلًا: هذه ستة أشهر من حياتي، يمكنكم رؤية أين أنا، ومتى أنام في ليلًا. شارك بياناته مع دي تسايت وجعلها متاحة للجمهور في خريطة تفاعلية تتيح للمستخدمين مشاهدة جميع تحركاته في ذلك الوقت سريعًا. ذكر سبيتز أن مستهلكو التكنولوجيا هم المفتاح لتحدي معايير الخصوصية في مجتمع اليوم الذي يستوجب القتال لتحديد المصير في العصر الرقمي. "

### الصين
اقترحت الحكومة الصينية استخدام هذه التقنية لتعقب تنقلات سكان مدينة بكين. قد يُتعقب المجموع الكلي لمستخدمي الهاتف النقال مع المحافظة على خصوصية معلومات المستخدمين.

### أوروبا
لدى معظم الدول في أوروبا ضمان دستوري لسرية المراسلات، وتحظى عادة معلومات المواقع التي تُرصد من الاتصال الهاتفي بالحماية ذاتها للاتصال ذاته.

### الولايات المتحدة
في الولايات المتحدة، هناك ضمان دستوري محدود على سرية المراسلات أدرج خلال التعديل الرابع لدستور الولايات المتحدة الأمريكية. استخدام معلومات الموقع يقيده القانون التشريعي  والقانون الإداري وقانون السوابق القضائية. صلاحيات الشرطة للوصول إلى مواقع المواطنين لمدة سبعة أيام لأسباب محتملة ووجود مذكرة، يجب أن تضاف ضمن التعديل الرابع للدستور.
في نوفمبر 2017، حكمت المحكمة العليا للولايات المتحدة في قضية كاربنتر ضد الولايات المتحدة بأن الحكومة تنتهك التعديل الرابع للدستور للوصول إلى التسجيلات التاريخية التي تتضمن مواقع الهواتف الخلوية دون مذكرة تفتيش.